# 신리초등학교 (강원)
신리초등학교는 대한민국 강원특별자치도 평창군에 있는 공립 초등학교이다.

## 학교 연혁
- 1941년 8월 24일: 신리국민학교 설립인가
- 1941년 9월 15일: 개교

## 참고 자료
- 신리초등학교 - 한국교육학술정보원 학교알리미